# Rafael Valdez (beisbolista)
Rafael Emilio Valdez Díaz (nacido el 17 de diciembre de 1967 en Nizao) es un ex lanzador dominicano que jugó en las Grandes Ligas de Béisbol. Jugó para los Padres de San Diego en 1990.
Valdez empezó  su carrera profesional como campocorto, jugando dos temporadas en esa posición con los Charleston RiverDogs en 1986-87. Se convirtió en lanzador en 1988. En 1989, Valdez lanzó un juego perfecto para los Riverside Red Wave.
Después de su carrera en Grandes Ligas, Valdez siguió lanzando en el béisbol de ligas menores hasta el año 2003, cuando jugaba para los Allentown Ambassadors de la Northeast League.